# Trió
Luci Fulcini Trió (en llatí Lucius Fulcinius Trio) va ser un magistrat romà en actiu el segle i.
Va ser un famós informador de Tiberi. Tàcit diu d'ell: celebre inter accusatores Trionis ingenium i també amic i un dels favorits de l'emperador. Se'l menciona per primer cop l'any 16 quan va ser l'actor principal en la condemna de Luci Escriboni Libó.
L'any 20 va acusar Marc Calpurni Pisó, i per aquest fet Tiberi li va concedir el dret a ser candidat a les altes magistratures de l'estat. El 31 (any en què fou executat Sejà) va ser cònsol amb Publi Memmi Règul. Com a amic de Sejà, Trió va ser sospitós de fer-li costat i van esclatar disputes entre els dos cònsols. Trió va mostrar molta diligència en portar als amics de Sejà a la justícia i això va demorar la seva caiguda, però l'any 35 va ser acusat i empresonat. No va esperar el resultat del judici i es va suïcidar després de fer testament on atacava durament a Macró, als lliberts de Tiberi i al mateix emperador.